# Lega achea
La Lega achea (in greco antico: κοινὸν τῶν Ἀχαιῶν?, koinòn tòn Achaiòn) fu una lega di poleis greche del Peloponneso centro-settentrionale, costituitasi in età ellenistica, dal 280 a.C. al 146 a.C. La lega era intitolata all'omonima regione dell'Acaia, della quale facevano parte le dodici città fondatrici. Si contrappose alla lega etolica, di cui era rivale.

## Storia

### Formazione della lega
L'antica lega achea, esistente fin dal V secolo a.C. come confederazione di alcune città dell'Acaia, fu completamente riformata nel 281-280 a.C. e fu ben presto estesa a diverse altre poleis, anche fuori dai confini della regione, fino a comprendere gran parte del Peloponneso. La prima grande città ad unirsi fu Sicione nel 251 a.C., che diede alla lega il suo primo grande stratego, Arato. Dopo Sicione entrarono nella lega Corinto nel 243 a.C., Megalopoli nel 235 a.C. e Argo nel 229 a.C.
Un'iscrizione dell'antica Orcomeno, datata tra il 234 e il 224 a.C. riporta che i membri della federazione achea debbono invocare Zeus ed Atena.

### Guerre contro Sparta e la lega etolica

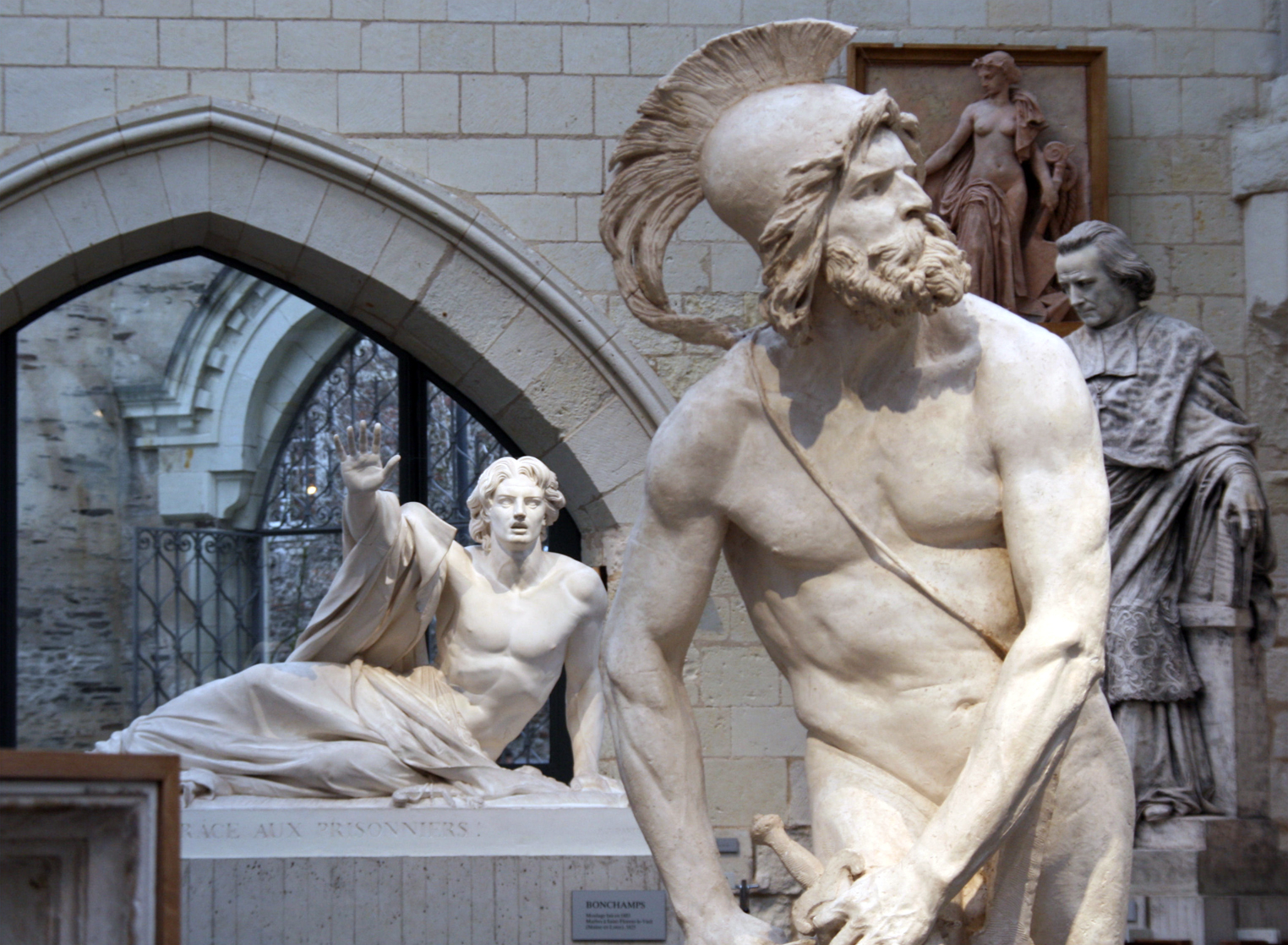
Filopemene ferito nella galleria dedicata a Pierre-Jean David d'Angers al Museo del Louvre

La storia della lega achea entra nel vivo nel 229 a.C., data di inizio della guerra cleomenea contro Sparta. Nel 222 a.C. lo stratego Arato, in grave difficoltà, fu costretto a chiedere l'aiuto del re macedone Antigono III Dosone per combattere i Lacedemoni a Sellasia. Gli Spartani furono sconfitti e il loro re Cleomene III fu costretto alla fuga, mentre i Macedoni ristabilirono il loro controllo sul Peloponneso, in alleanza con gli Achei.
Nel 220 a.C. la lega achea si scontrò con la lega etolica; questo conflitto fu chiamato "Guerra sociale" e terminò con la pace di Naupatto. Il giovane re Filippo V di Macedonia, schierato dalla parte degli Achei, alla conclusione delle ostilità convocò una conferenza panellenica a Corinto, dove condannò l'aggressione etolica.
Dopo la morte di Arato, fatto probabilmente assassinare dallo stesso Filippo V, e la sconfitta macedone da parte dei nuovi alleati Romani (196 a.C.), la lega achea, guidata da Filopemene di Megalopoli, riuscì a sconfiggere definitivamente Sparta, eliminando il tiranno Nabide e prendendo il controllo dell'intero Peloponneso. Filopemene fu successivamente catturato dai Messeni in rivolta, che lo costrinsero al suicidio (183 a.C.). Messene fu riconquistata l'anno successivo dal successore di Filopemene, lo stratego Licorta.

### Terza guerra macedonica

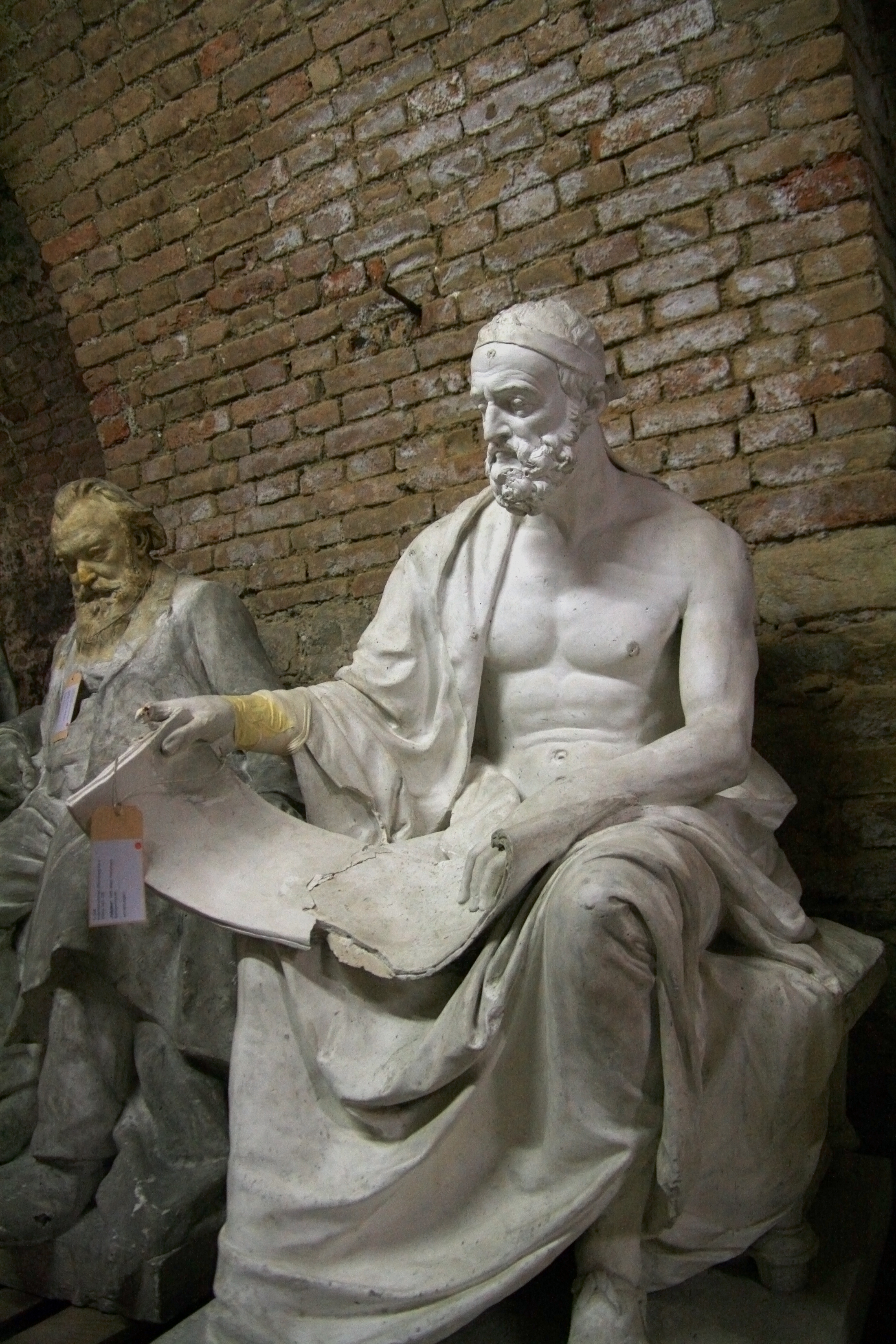
Polibio, rampa del palazzo del parlamento di Vienna (Alois Duell 1899).

Il dominio della lega achea non durò però a lungo: durante la terza guerra macedonica (171–168 a.C.), la lega si alleò di nuovo coi Macedoni contro i Romani che, dopo aver completamente annientato l'esercito macedone a Pidna, punirono duramente gli Achei, deportando come ostaggi nella capitale della repubblica numerose personalità di spicco (167 a.C.), tra le quali lo storico Polibio, figlio di Licorta.

### Scioglimento
Nel 146 a.C. la lega si ribellò al dominio romano, guidata dallo stratego Dieo di Megalopoli, ma fu duramente sconfitta dal console Lucio Mummio Acaico nella battaglia di Corinto, città che fu rasa al suolo dai Romani.
Di conseguenza, la lega achea fu formalmente sciolta e l'Acaia divenne una provincia romana a tutti gli effetti.

## Esercito
L'esercito della lega achea era principalmente costituito, come da tradizione nell'antica Grecia, da opliti. A partire dal 270 a.C., però, come in tutta la Grecia si iniziò ad utilizzare lo scudo celtico chiamato thureos e nacque così un nuovo tipo di soldato, il thureophoros, con caratteristiche a metà strada tra il peltasta e un oplita dall'armamento leggero, equipaggiato col thureos, una lancia ed alcuni giavellotti. Plutarco ci riporta che questi soldati erano molto efficaci nel combattimento a distanza, mentre nel corpo a corpo il thureos era svantaggioso per le sue dimensioni ridotte.
Arato è noto per l'utilizzo di forze leggere in incursioni improvvise e non strutturate, un tipo di guerriglia molto adatta ai thureophoroi ma non consona alle battaglie campali.
Nel 208 a.C. Filopemene riformò completamente l'esercito, adottando un armamento pesante simile a quello della falange macedone, con la picca e lo scudo pesante al posto della lancia e dello scudo leggero e con l'elmo, la corazza e gambali.

## Stratego
Lo stratego, suprema autorità politica e militare della lega, veniva eletto di volta in volta dall'assemblea ed aveva un mandato annuale e rinnovabile ma che non poteva essere immediatamente successivo ad un altro stesso incarico. Dal 190 a.C. in poi, fu deciso di eliminare il vincolo sulla consecutività dei mandati, consentendo a Filopemene di ottenere cinque incarichi senza interruzioni dal 191 a.C. al 186 a.C.
Complessivamente, Filopemene ricoprì la carica di stratego per otto volte, superato dal solo Arato, che ottenne l'incarico per ben sedici volte. Oltre ad Arato e Filopemene, gli altri strateghi che vennero eletti per più di una volta furono Timosseno con quattro mandati, Lidiada, Aristeno, Arcone e Dieo tre volte e Cicliada e Licorta con due mandati.

### Lista degli strateghi
- Margos di Cerinea 256 - 255 a.C.
- Arato di Sicione (I) 245 - 244 a.C.
- Arato di Sicione (II) 243 - 242 a.C.
- Egialea 242 - 241 a.C. (?)
- Arato di Sicione (III) 241 - 240 a.C.
- Arato di Sicione (IV) 239 - 238 a.C.
- Arato di Sicione (V) 237 - 236 a.C.
- Dioedas 236 - 235 a.C. (o 244 - 243 a.C.)
- Arato di Sicione (VI) 235 - 234 a.C.
- Lidiada di Megalopoli (I) 234 - 233 a.C.
- Arato di Sicione (VII) 233 - 232 a.C.
- Lidiada di Megalopoli (II) 232 - 231 a.C.
- Arato di Sicione (VIII) 231 - 230 a.C.
- Lidiada di Megalopoli (III) 230 - 229 a.C.
- Arato di Sicione (IX) 229 - 228 a.C.
- Aristomaco di Argo 228 - 227 a.C.
- Arato di Sicione (X) 227 - 226 a.C.
- Iperbata 226 - 225 a.C.
- Arato di Sicione nel 225 - 224 a.C. tenne l'incarico eccezionale di stratego autocrate
- Timosseno (I) 225 - 224 a.C.
- Arato di Sicione (XI) 224 - 223 a.C.
- Timosseno (II) 223 - 222 a.C. (?)
- Arato di Sicione (XII) 222 - 221 a.C.
- Timosseno (III) 221 - 220 a.C.
- Arato di Sicione (XIII) 220 - 219 a.C.
- Arato di Sicione il Giovane 219 - 218 a.C.
- Epirato di Fara 218 - 217 a.C.
- Arato di Sicione (XIV) 217 - 216 a.C.
- Timosseno (IV) 216 - 215 a.C.
- Arato di Sicione (XV) 215 - 214 a.C.
- Arato di Sicione (XVI) 213 - 212 a.C.
- Cicliada di Fara (I) 210 - 209 a.C.
- Filopemene di Megalopoli (I) 209 - 208 a.C.
- Filopemene di Megalopoli (II) 206 - 205 a.C.
- Filopemene di Megalopoli (III) 204 - 203 a.C. o 203 - 202 a.C.
- Filopemene di Megalopoli (IV) 201 - 200 a.C.
- Cicliada di Fara (II) 200 - 199 a.C.
- Aristaeno di Megalopoli (I) 199 - 198 a.C.
- Nicostrato 198 - 197 a.C.
- Aristeno di Megalopoli (II) 195 - 194 a.C.
- Filopemene di Megalopoli (V) 193 - 192 a.C.
- Diofane di Megalopoli 192 - 191 a.C.
- Filopemene di Megalopoli (VI) 191 - 190 a.C.
- Filopemene di Megalopoli (VII) 189 - 188 a.C. o 187 - 186 a.C.
- Aristeno di Megalopoli (III) 186 - 185 a.C.
- Licorta di Megalopoli (I) 185 - 184 a.C.
- Arcone (I) 184 - 183 a.C. o 183 - 182 a.C.
- Filopemene di Megalopoli (VIII) 183 - 182 a.C.
- Licorta di Megalopoli (II) 182 - 181 a.C.
- Callicrate 180 - 179 a.C.
- Xenarco 175 - 174 a.C.
- Arcone (II) 172 - 171 a.C.
- Arcone (III) 170 - 169 a.C.
- Menalcida di Sparta 151 - 150 a.C.
- Dieo di Megalopoli (I) 150 - 149 a.C.
- Damocrito 149 - 148 a.C.
- Dieo di Megalopoli (II) 148 - 147 a.C.
- Critolao di Megalopoli 147 - 146 a.C.
- Dieo di Megalopoli (III) 146 a.C.

## Città della lega

Territori della lega achea nel 200 a.C. (esclusa la Beozia).

In questa sezione sono elencate le poleis che facevano parte della lega achea. Le città di Elice e di Oleno non sono incluse in questa lista perché, anche se parteciparono all'antica confederazione achea del V secolo a.C., non entrarono a far parte della rifondazione della lega in epoca ellenistica, in quanto la prima città fu distrutta da un terremoto nel 373 a.C. e la seconda fu abbandonata prima del 280 a.C.
Acaia
- Dyme (281 a.C.)
- Patrasso (281 a.C.)
- Farres (280 a.C.)
- Tritaia (280 a.C.)
- Aigio (275 a.C.)
- Bura (Grecia) (270 a.C. circa)
- Cerinea (270 a.C. circa)
- Leontio (265 a.C. circa)
- Aigeira (265 a.C. circa)
- Pellene (265 a.C. circa)

Corinzia
- Sicione (251 a.C.)
- Corinto (243-224 a.C., di nuovo dal 197 a.C.)
- Stymfalia
- Tenea

Argolide
- Trezene (243 a.C.)
- Epidauro (243 a.C.)
- Cleone (235 a.C.)
- Argo (229 a.C.)
- Ermioni (229 a.C.)
- Fliunte (229 a.C.)
- Alea
- Asini

Laconia
- Sparta (annessa dalla lega nel 195 a.C.)
- Messene (dal 191 a.C.)

Arcadia
- Megalopoli (235 a.C.)
- Mantinea (235-227 a.C.)
- Orcomeno (235 a.C.)
- Heraea (conquista nel 236 a.C.)
- Cafias (conquista nel 228 a.C.)
- Alifeira
- Asea
- Callista
- Kleitor
- Dipaea
- Gortyna
- Lusi
- Methydrio
- Feneos
- Figalia
- Tegea
- Teuthis
- Theisoa
- Thelpusa

Altre città
- Megara (243-223 a.C., poi entrata nella lega beotica)
- Egina (228 a.C.)
- Elis
- Corone

Isole dell'Egeo
- Kydonia (dopo il 219 a.C.[7])